# Oxytelinae

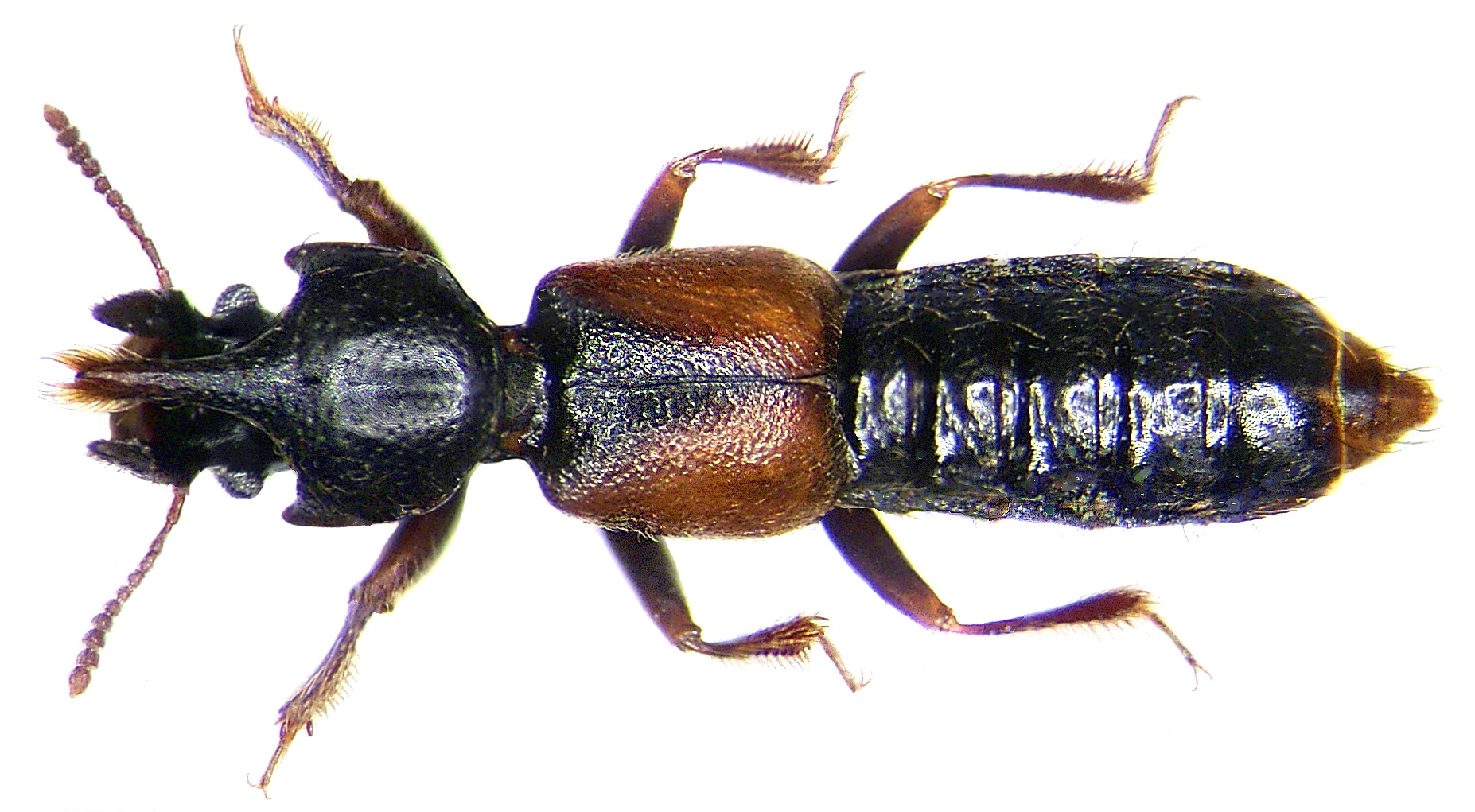
Bledius furcatus

Oxytelinae (лат.) — одно из крупнейших подсемейств жуков-стафилинид. Около 2000 видов. В ископаемом состоянии известно, начиная с поздней юры.

## Описание
Мелкие жуки (большинство видов имеют длину от 1 до 4 мм, максимум до 10 мм), как правило, узкотелые с крупной головой. Образ жизни в связи с большим числом видов весьма разнообразен. Некоторые виды обнаруживаются под корой мертвых деревьев (Thinobius), другие на песчаных побережьях (Ochthephilus, Bledius). Большая группа представителей подсемейства (Oxytelus, Anotylus, Platystethus и др.) живёт в навозе и их они могут быть массовыми в местах выпаса скота. Виды большого рода Bledius роют туннели в песке или грязи, где они живут. Некоторые роды и виды находятся на берегах пресноводных рек или прудов, а другие в солоноватых акваториях.

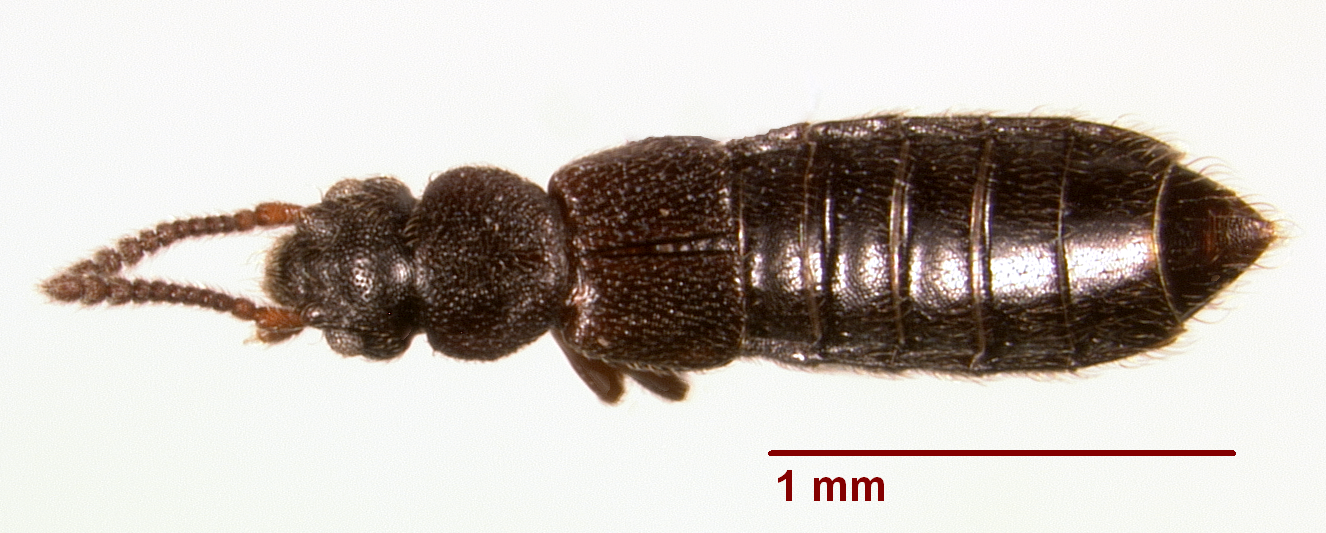
Carpelimus sp.
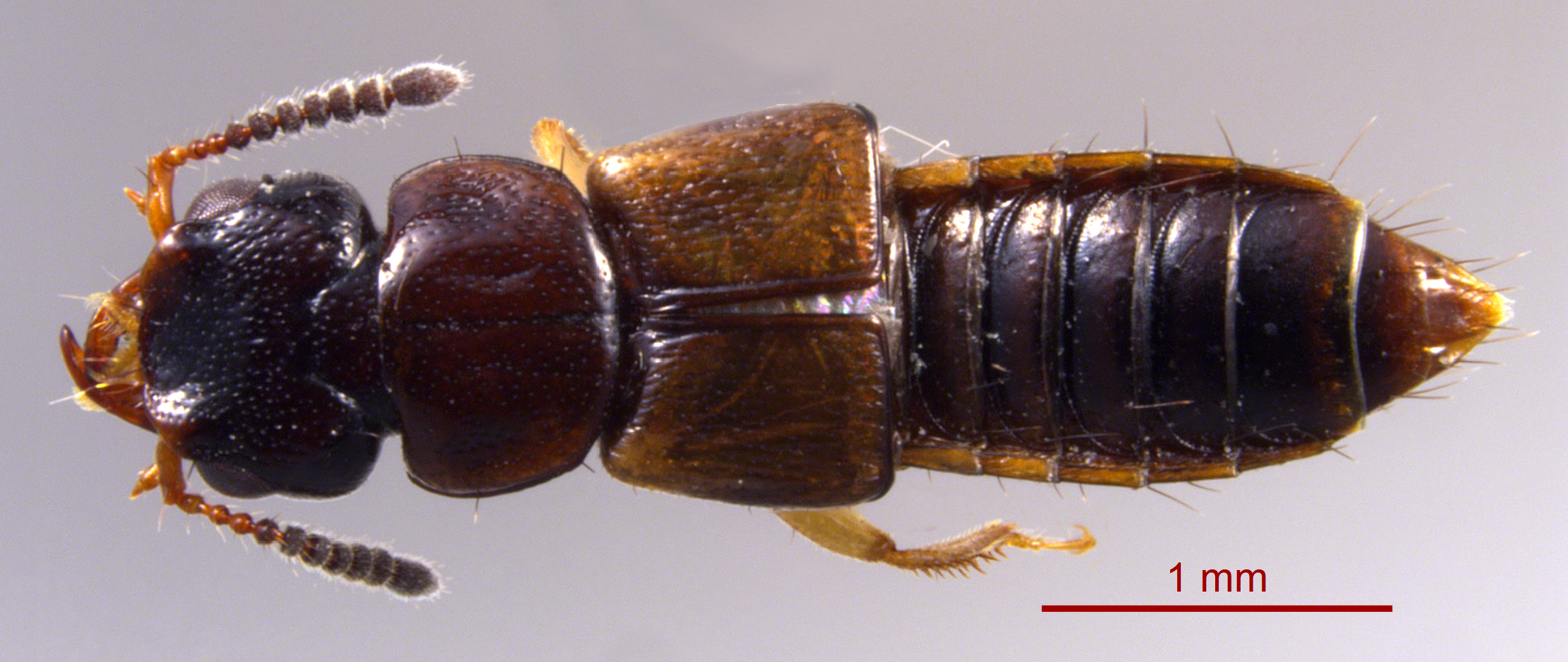
Oxytelus sp.
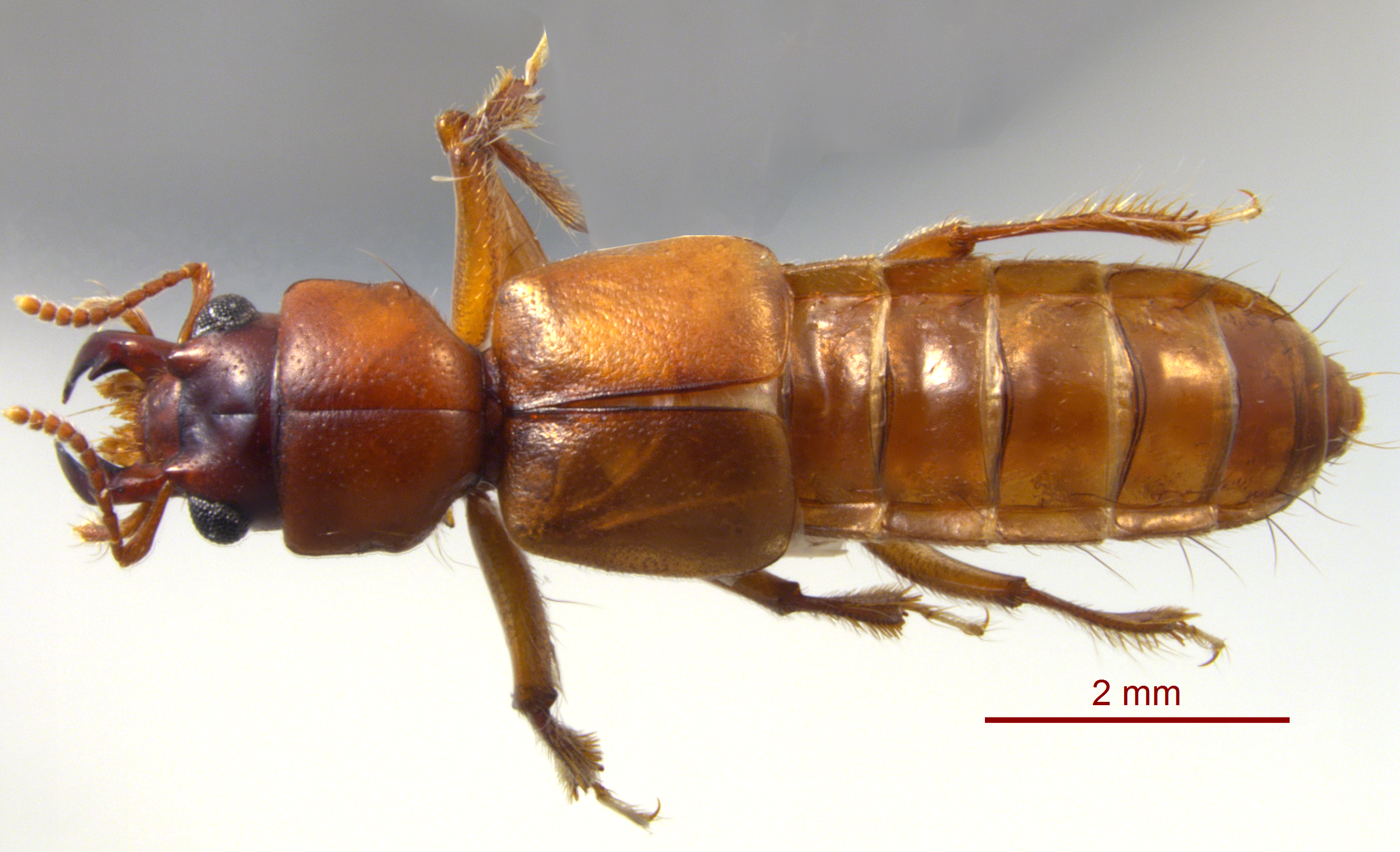
Bledius mandibularis
- Anotylus cf. inustus
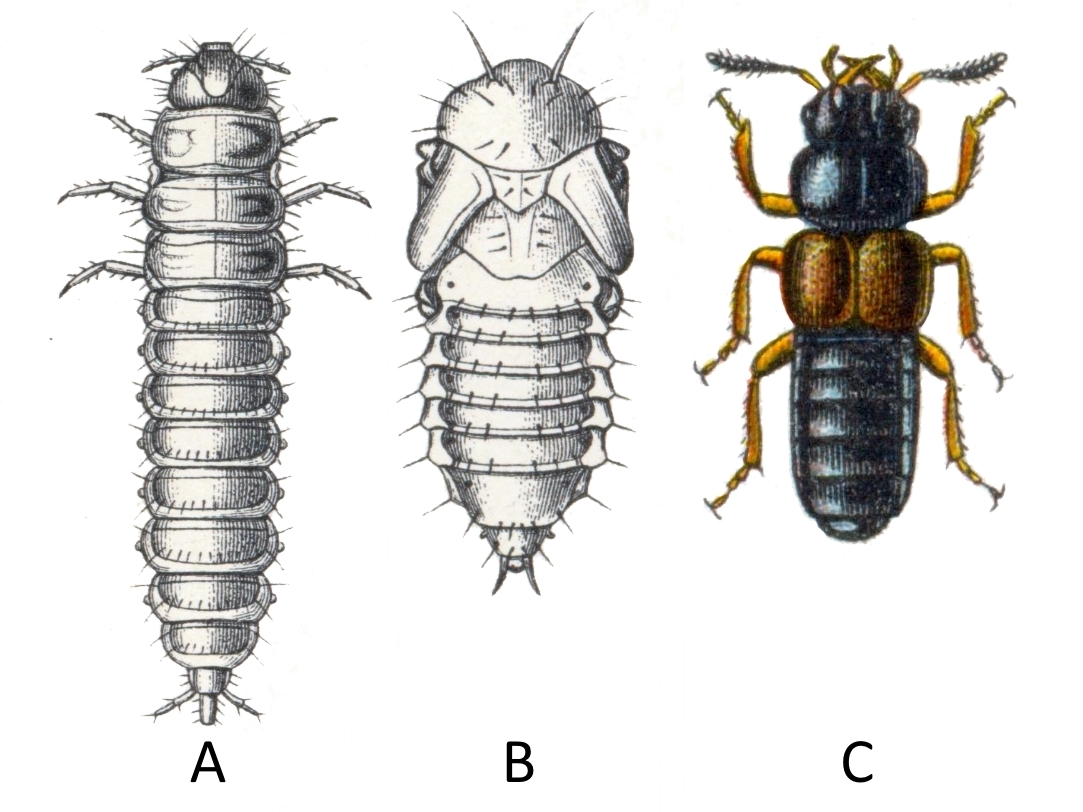
Platystethus arenarius

## Классификация
Известно около 2000 видов из 48 родов, включая такие крупные как Bledius (более 450 видов), Carpelimus (400), Anotylus (350), Oxytelus (200).
Согласно Лоуренсу и Ньютону (Lawrence, Newton, 1995), входит в состав Oxyteline-группы семейства Staphylinidae: Trigonurinae, Apateticinae, Scaphidiinae, Piestinae, Osoriinae, Oxytelinae.